# Deutscher Kinder- und Jugendhilfepreis
Der Deutsche Kinder- und  Jugendhilfepreis, auch Hermine-Albers-Preis genannt, wird seit 1955, in Anerkennung der großen Leistungen von Hermine Albers um die Kinder- und Jugendhilfe, alle zwei Jahre von der Arbeitsgemeinschaft für Kinder- und Jugendhilfe – AGJ verliehen. Gestiftet wird der Preis von den Obersten Jugend- und Familienbehörden der Länder.

## Preis
Der Deutsche Kinder- und Jugendhilfepreis kann in den Kategorien Praxispreis, Medienpreis und Theorie- und Wissenschaftspreis vergeben werden, wobei der Medienpreis als einziger in zwei Sparten aufgeteilt werden kann (das Preisgeld wird dann zweigeteilt). Darüber hinaus hat die Jury die Möglichkeit in jeder Kategorie zusätzlich eine Anerkennung auszusprechen. Seit dem Jahr 2015 haben die Obersten Jugend- und Familienbehörden der Länder die Zuwendungssumme noch einmal aufgestockt. Seitdem kann auch ein Anerkennungsbetrag in Höhe von 1.000 Euro vergeben werden. Das Preisgeld pro Kategorie beträgt 4.000 Euro. Während es den Praxispreis schon seit 1955 gibt, ist der Medienpreis als neue Preiskategorie mit der Ausschreibung zum Deutschen Kinder- und Jugendhilfepreis 2002 eingeführt worden.

### Themen
Die Liste der ausgeschriebenen Themen des Deutschen Kinder- und Jugendhilfepreises – Hermine-Albers-Preises – liest sich wie eine Chronik der Kinder- und Jugendhilfe. Waren es in den fünfziger Jahren Themen wie beispielsweise die Fragestellung „Wie kann in der deutschen Jugendarbeit die Aufgeschlossenheit für die spätere Ehepartnerschaft des Mannes und für seine väterliche Verantwortung geweckt werden?“, so befasste man sich in den achtziger Jahren mit den Ansprüchen Alleinerziehender an
das Angebot der Jugend- und Sozialhilfe. In den neunziger Jahren konzentrierte sich der Jugendhilfepreis auf die Themen Mädchen in der Jugendhilfe, Jugendhilfe in den neuen Bundesländern, Partizipation sowie Armut und Ausgrenzung von Kindern und Jugendlichen. Ab dem Jahr 2000 waren es dann u. a. Themen wie Interkulturelle Jugendhilfe in Deutschland, Bildung in der Jugendhilfe, Jugendliche mit rechtsextremer Ausrichtung – eine Herausforderung für die Praxis und Jugendpolitik vor Ort gestalten. Das Ausschreibungsthema des Deutschen Kinder- und Jugendhilfepreises 2016 lautet "Weiterentwicklung der Hilfen zur Erziehung".

#### Preisträger bis 1999
Die Liste der Preisträger des früheren Hermine-Albers-Preises bzw. des Deutschen Kinder- und Jugendhilfepreises ist unvollständig.
- 1962: Josef Hederer
- 1983: Christian Pfeiffer für Dissertation
- 1994: Hagen Winter u. a. für Projekt Flexible Erziehungshilfen – die Jugendhilfestation Greifswald

### Preisträger ab 2000

#### Praxispreis
- 2000: Veronika Kabis-Alamba und das Team des Deutsch-Ausländischen JugendClubs Saarbrücken für die Arbeit MultiCOOLti ins 3. Jahrtausend!

Interkulturelle Jugendarbeit und Migrationssozialarbeit brauchen neue Vorzeichen und Gari Pavkovic, Stuttgart für die Arbeit Interkulturelle Beratungskompetenz – Ansätze für eine interkulturelle Theorie und Praxis in der Jugendhilfe
- 2002: Jugendamt der Stadt Göttingen für die Kampagne Schau nicht weg!
- 2004: REFUGIO München für das Projekt Kunstwerkstatt für Flüchtlingskinder (Arbeit mit traumatisierten Flüchtlingskindern)
- 2006: Arnd Richter für die ArbeitDialogische Entwicklung mit jungen Inhaftierten, Schülern, alten Menschen und Kommunalpolitikern in Wiesbaden (im Mittelpunkt steht das Beteiligungsprojekt Knast statt Jugendhilfe)
- 2008: Verein zur Förderung akzeptierender Jugendarbeit (VAJA) in Kooperation mit Kurt Möller, Hochschule Esslingen für die Arbeit Distanz(ierung) durch Integration – Aufsuchende Arbeit mit rechtsextrem und menschenfeindlich orientierten Jugendlichen – Konzept, Praxis, Evaluation
- 2010: Verein RheinFlanke gemeinnützige GmbH für die Arbeit Integration durch Fußball – ein Modell einer innovativen aufsuchenden Jugendarbeit
- 2012: Lebenshilfe für Menschen mit geistiger Behinderung Dresden e. V. für den „Elternratgeber – unser Baby von der Geburt bis zum 1. Geburtstag.“[4]
- 2014: Jugendamt der Stadt Nürnberg, Kreisjugendring Nürnberg-Stadt und das Medienzentrum Parabol für das Projekt laut! – Das Nürnberger Partizipationsmodell für Jugendliche.[4]
- 2016: Careleaver e. V.[4]
- 2018: ABC Bildungs- und Tagungszentrum e. V. für das Kooperationsprojekt BIG EARTH
- 2020: Verband saarländischer Jugendzentren in Selbstverwaltung e. V. für die Arbeit „Engagement in Eigenregie“

#### Theorie- und Wissenschaftspreis
- 2004: Hilde von Balluseck für die Arbeit Erziehung und Bildung im Kindesalter – Bachelor of Arts – Ein Studiengang für angehende Erzieherinnen und Erzieher an der Alice-Salomon-Fachhochschule Berlin
- 2006: nicht vergeben
- 2008: nicht vergeben
- 2010: Stefan Köngeter für die Buchpublikation auf Grundlage einer Dissertation: Relationale Professionalität – Eine empirische Studie zu Arbeitsbeziehungen mit Eltern in den Erziehungshilfen.[4]
- 2012: Birgit Jagusch für die Dissertation Praxen der Anerkennung. ‚Das ist unser Geschenk an die Gesellschaft. Vereine von Jugendlichen mit Migrationshintergrund zwischen Anerkennung und Exklusion.
- 2014: Dr. Sonja Enders für die Dissertation Das Jugendamt im Spiegel der Medien. Zerrbild zwischen Verantwortung und Versagen?.[4]
- 2016: Dr. Thomas Mühlmann für die Dissertation Aufsicht und Vertrauen. Der Schutz von Kindern und Jugendlichen in stationären Einrichtungen der Jugendhilfe als Aufgabe überörtlicher Behörden[4]
- 2018: Dr. Daniela Reimer für die Dissertation und Buchveröffentlichung Normalitätskonstruktionen in Biografien ehemaliger Pflegekinder
- 2020: Dr. Benedikt Hopmann für die Dissertation „Inklusion in den Hilfen zur Erziehung“

#### Medienpreis
- 2002: Christine Sommerfeld für die Arbeit Junge NGZ – Zeitung für Jugendliche in der Neuß-Grevenbroicher Zeitung
- 2004: Sabine Rückert, Die Zeit, für das Dossier Der Verdacht (Thema: Missbrauch mit dem Missbrauch)[4]
- 2006: Bettina Braun für den Dokumentarfilm Was lebst du? (Langzeitbeobachtung mit vier jugendlichen Migranten) ausgestrahlt im ZDF – Das kleine Fernsehspiel
- 2008: Peter Wensierski, Der Spiegel, für sein Buch Schläge im Namen des Herrn. Die verdrängte Geschichte der Heimkinder in der Bundesrepublik
- 2010: Ute Meckbach für die Reportage Mama und ihre wilden Prinzessinnen. Britta Wandaogo für den Dokumentarfilm Ohne mein viertes Kind
- 2012: Eric Breitinger für das Buch Vertraute Fremdheit. Adoptierte erzählen.
- 2014: Andreas Wenderoth für den Artikel Wege der Hoffnung. Wann muss das Jugendamt Kinder von ihren Eltern trennen? ´Wann nicht? Zwei Fälle, zwei gegensätzliche Antworten. Zwei harte Entscheidungen.[4]
- 2016: Thomas Rautenberg vom rbb für seine Langzeit-Radio-Reportage Allein in der Fremde[4]
- 2018: Anja Kretschmer und Jessica Briegmann für den Film Krieg ums Kind – Wenn Eltern Betreuung brauchen
- 2020: Sanja Hardinghaus für dreiteilige Siegel-TV Reportage "Der Kinderretter"

#### Anerkennungen
- 2000: Gisela Apitzsch unter Mitarbeit des Jugendhilfeverbundes Rhein-Main für die Arbeit Du hast keine Chance – aber nutze sie! Ein Plädoyer für die Verbesserung der Bildungsangebote für Kinderflüchtlinge unter besonderer Berücksichtigung der Situation in Erstaufnahmeeinrichtungen (Kategorie: Praxispreis)
- 2002: KARUNA e. V. für die Arbeit 4 Bücher von der Bordsteinkante (mit Texten und Zeichnungen von obdachlosen und suchtgefährdeten Jugendlichen) und Franziska Meletzky für die Arbeit Alles mit Besteck (Kurzfilm zu Fragen vermeintlich gemeinsamer Werte) (Kategorie: Praxispreis)
- 2004: Solaris Förderzentrum für Umwelt gGmbH Sachsen für das Projekt Jugendwerkstätten Solaris. Jugendarbeit in Umweltbildung und Industrietraditionspflege (Kategorie: Praxispreis) und Catherine von Westernhagen für den Film Harte Schale – Weicher Kern. Wege aus der Gewalt (Kategorie: Medienpreis)
- 2006: Berliner Rechtshilfefonds Jugendhilfe für die Arbeit 3 Jahre Berliner Rechtshilfefonds Jugendhilfe e. V. (Kategorie: Praxispreis); Margarethe Steinhausen, rbb, für den Film Ehre-Stolz-Scham – Islamische Jugendliche in Berlin (Kategorie: Medienpreis); Tanja Bock und Marion Loferer für die Diplomarbeit Anspruch und Wirklichkeit in der Sozialraumorientierung – eine Evaluation der Jugendhilfe des Kreises Nordfriesland anhand der Klientenzufriedenheit (Kategorie: Theorie- und Wissenschaftspreis)
- 2008: Mobile Beratung gegen Rechtsextremismus in Berlin für die Arbeit Integrierte Handlungsstrategien zur Rechtsextremismus-Prävention und -Intervention bei Jugendlichen. Hintergrundwissen und Empfehlungen für Jugendarbeit, Kommunalpolitik und Verwaltung  (Kategorie: Praxispreis); Ute Meckbach für den Zeitungsbeitrag Zwei Kinder und ihr Baby (Thema: Elternschaft geistig behinderter Menschen) (Kategorie: Medienpreis)
- 2010: Nicole Rosenbauer für die Monografie/Dissertation – Gewollte Unsicherheit? Flexibilität und Entgrenzung in Einrichtungen der Jugendhilfe (Kategorie: Theorie- und Wissenschaftspreis)
- 2012: Haus der Offenen Tür Porz e. V./OT Ohmstraße für das Konzept inklusive Arbeit mit Kindern und Jugendlichen mit und ohne Behinderungen und deren Familie (Kategorie: Praxispreis); Dr. Martina Richter für die Dissertation Die Sichtbarmachung des Familialen. Gesprächspraktiken in der Sozialpädagogischen Familienhilfe (Kategorie: Theorie- und Wissenschaftspreis)[4]
- 2014: Kulturbüro Sachsen für das Praxisprojekt Werkstatt Junge Demokratie (Kategorie: Praxispreis); Dr. Claudia Buschhorn für die Dissertation Frühe Hilfen: Versorgungskompetenz und Kompetenzüberzeugung von Eltern (Kategorie: Theorie- und Wissenschaftspreis); Claudia Wolters und Brigitte Cappel für den Film Menschen hautnah: Null Bock gibt's hier nicht. Schule für junge Flüchtlinge (veröffentlicht im WDR)(Kategorie: Medienpreis)[4]
- 2016: [Birgit Lutz] für den Artikel "Das zweite Gesicht" (Kategorie: Medienpreis), sowie Dr. Mirjana Zipperle für ihre Dissertation Jugendhilfeentwicklung und Ganztagsschule. Empirische Ergebnisse zu Herausforderungen und Chancen (Kategorie: Theorie- und Wissenschaftspreis)[4]
- 2020: Christiane Hawranek und Pia Dangelmayer vom Bayerischen Rundfunk/BR Recherche Podcast „Die Tablettenkinder“[5]